# Quavo

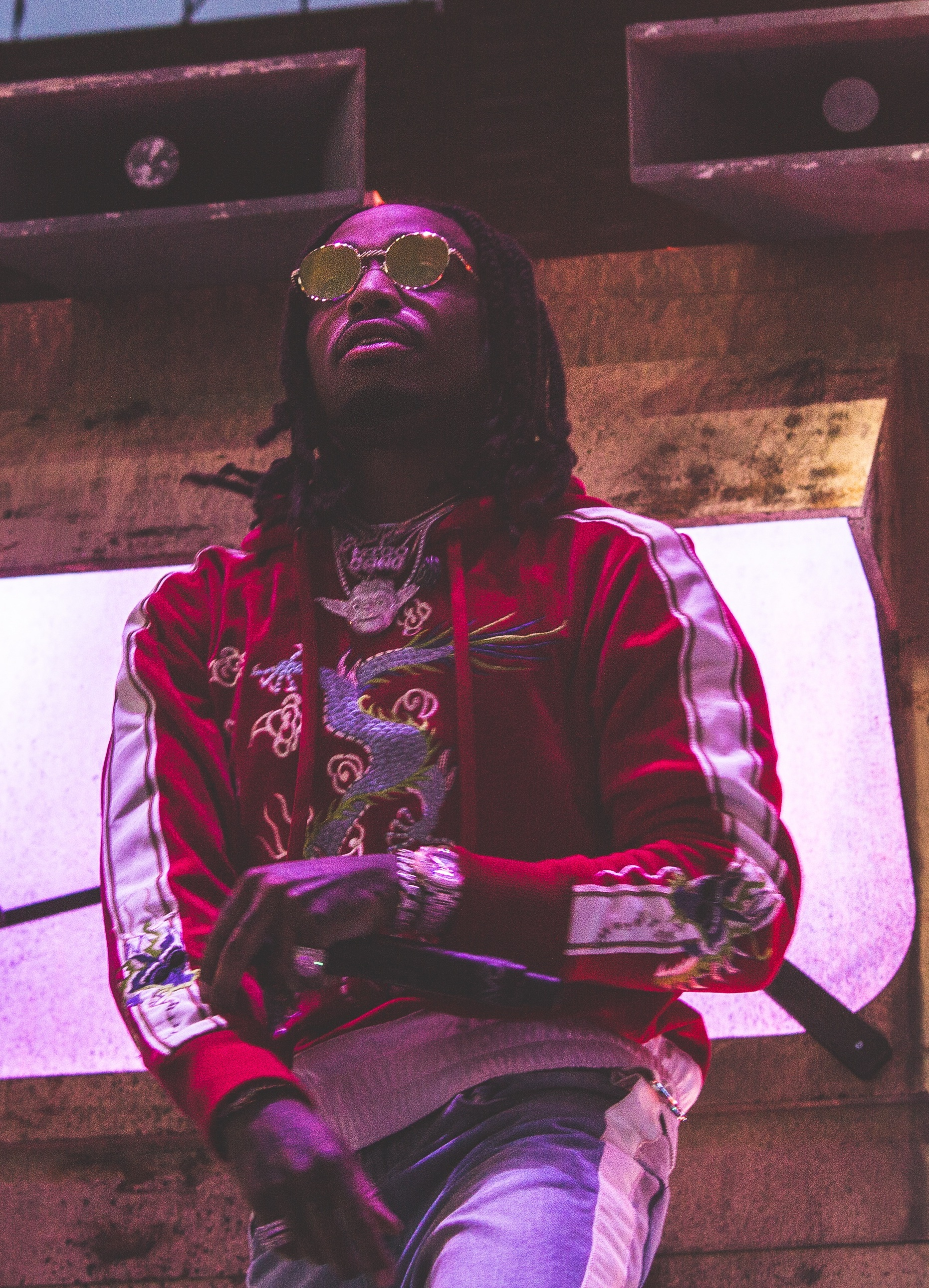
Quavo (2017)

Quavo (* 2. April 1991 in Athens, Georgia; eigentlich Quavious Keyate Marshall) ist ein US-amerikanischer Rapper. Er war Gründungsmitglied der Hip-Hop-Gruppe Migos.

## Biografie
Quavo wuchs im Gwinnett County nordöstlich von Atlanta auf, wo er die Berkmar High School in Lilburn besuchte. Er war Quarterback der Schulmannschaft, zog aber die Musik der Sportkarriere vor und verließ die Schule im Jahr 2010. Mit seinem Cousin Kiari Cephus (Offset), der ebenfalls auf diese Schule ging, und seinem Neffen Kirshnik Ball (Takeoff) hatte er ein Jahr zuvor das Hip-Hop-Trio Migos gegründet. 2013 hatten sie ihren ersten Charthit und 2016 den großen Durchbruch mit dem Song Bad and Boujee. Seit diesem Jahr ist Quavo auch als Solokünstler in mehreren Gastbeiträgen zu hören.

### Gastbeiträge
2017 waren Quavo, Justin Bieber, Chance the Rapper und Lil Wayne am Nummer-eins-Hit I’m the One von DJ Khaled beteiligt. In den letzten Jahren brachten Quavo und Migos Hits heraus, zum Beispiel MotorSport mit seinen Bandmitgliedern Offset und Takeoff, Cardi B und Nicki Minaj der auf YouTube mittlerweile mehr als 900 Millionen Klicks erreicht hat. Auch allein hat sich Quavo mittlerweile eine erstaunliche Karriere aufgebaut, er ist zudem ein gern gesehener Feature-Gast. Unter anderem mit Keke Palmer Wind up, DJ Khaleds Megahit No Brainer mit Chance the Rapper und Justin Bieber, OMG mit Camila Cabello, 2020 auf Justin Biebers neuem Album Changes auf dem Track Intentions oder Congratulations mit Rapper Post Malone und der Singleauskopplung Champions 2016 zusammen mit Rap-Mogul Kanye West, 2 Chainz, Big Sean, Gucci Mane, Yo Gotti, Travis Scott und dem New Yorker Rapper Desiigner. Der deutsche Rapper Ufo361 konnte sich mit VVS einen Track mit dem Rapper aus Georgia sichern. Quavo tritt außerdem auch als Teil des Duos Huncho Jack zusammen mit Rap-Superstar Travis Scott in Erscheinung, zum Beispiel für Songs wie Know No Better mit Camila Cabello und DJ Major Lazer, Black & Chinese oder Dubai Shit mit Bandkollege Offset.

### Sonstiges
Quavo hatte einen Gastauftritt in der Serie Narcos: Mexico, wo er einen Drogendealer aus Los Angeles spielte. 2024 war er in Cash Out zu sehen.
Im Jahr 2019 sang er zusammen mit Madonna beim Eurovision Song Contest Madonnas neues Lied Future aus dem Album Madame X.
Am 30. Juli 2024 stand Quavo bei einer Wahlkampfveranstaltung für Vizepräsidentin Kamala Harris in Atlanta auf der Bühne. In seiner Rede bekundete er seine Unterstützung für die voraussichtliche Kandidatin der Demokraten und lobte ihren Einsatz für ein Ende der Waffengewalt.

## Diskografie
Studioalben

| Jahr | Titel Musiklabel                                                    | Höchstplatzierung, Gesamtwochen, AuszeichnungChartplatzierungen (Jahr, Titel, Musiklabel, Platzierungen, Wochen, Auszeichnungen, Anmerkungen) | Höchstplatzierung, Gesamtwochen, AuszeichnungChartplatzierungen (Jahr, Titel, Musiklabel, Platzierungen, Wochen, Auszeichnungen, Anmerkungen) | Höchstplatzierung, Gesamtwochen, AuszeichnungChartplatzierungen (Jahr, Titel, Musiklabel, Platzierungen, Wochen, Auszeichnungen, Anmerkungen) | Höchstplatzierung, Gesamtwochen, AuszeichnungChartplatzierungen (Jahr, Titel, Musiklabel, Platzierungen, Wochen, Auszeichnungen, Anmerkungen) | Höchstplatzierung, Gesamtwochen, AuszeichnungChartplatzierungen (Jahr, Titel, Musiklabel, Platzierungen, Wochen, Auszeichnungen, Anmerkungen) | Anmerkungen                                                |
| Jahr | Titel Musiklabel                                                    | DE | AT | CH | UK | US | Anmerkungen                                                |
| ---- | ------------------------------------------------------------------- | --- | --- | --- | --- | --- | ---------------------------------------------------------- |
| 2018 | Quavo Huncho Capitol Records • Motown • Quality Control Music (UMG) | DE46 (1 Wo.)DE | AT26 (1 Wo.)AT | CH9 (2 Wo.)CH | UK16 (2 Wo.)UK | US2 Gold · (10 Wo.)US | Erstveröffentlichung: 11. Oktober 2018 Verkäufe: + 500.000 |
| 2023 | Rocket Power Motown • Quality Control Music (UMG)                   | DE64 (1 Wo.)DE | AT54 (1 Wo.)AT | CH7 (1 Wo.)CH | — | US18 (3 Wo.)US | Erstveröffentlichung: 18. August 2023                      |